# 삼성여객 (부산)
삼성여객(三成旅客)은 부산광역시 연제구 좌수영로 300 (연산동)에 본사를 둔 시내버스 운송 업체이다. 삼화피티에스와 세진여객, 대진여객을 계열사로 두고 있는 부산 최대규모의 버스 업체이다. 2003년 동성여객 게이트 로 유명한 회사이기도 하다.
금정구 회동동에 영업소를 두고 있다.
부산광역시에서는 최초이자 유일하게 블루시티를 도입한 업체이나, 블루시티가 언덕길이 많은 부산광역시의 지형에 잘 맞지 않아 추가 도입은 없는 상태다.

## 주요 연혁
- 1971년 6월 10일: 동성여객(東成旅客)이라는 상호로 설립.
- 1988년: 삼성여객(본 회사와 무관)을 흡수 합병.
- 2004년: 동성여객에서 현재의 사명으로 변경.

## 차고지
- 부산광역시 연제구 좌수영로 300 (연산동) (본사 ; 54번, 86번, 87번, 115번 시종착 및 관리)
- 부산광역시 금정구 수원지로22번길 46 (회동동) (회동영업소 ; 5-1번, 43번 시종착 및 관리 / 506번 야간주박 및 관리)
- 부산광역시 금정구 금사동 62-16 (506번 시종착)

## 운행 노선
- ● 5-1번 : 회동동 ↔ 반여농산물시장역 ↔ 장산초등학교 ↔반산초등학교 ↔ 센텀시티역.벡스코 ↔ 수영사적공원 ↔ 부산지방병무청 ↔ 서면 ↔ 부산진시장 ↔ 부산항국제여객터미널 ↔ 충무동
- ● 43번 : 회동동 ↔ 반여농산물시장역 ↔ 장산초등학교 ↔ 동래역 ↔ 거제리 ↔ 서면 ↔ 부산진시장 ↔ 부산역 ↔ 중구청 ↔ 중앙공원.민주공원
- ● 54번 : 연산9동↔고려제강↔수영사적공원↔연산터널↔연산역↔법원•검찰청↔사직운동장↔어린이대공원↔부암교차로↔서면↔전포동
- ● 86번 : 연산9동↔부산시청↔서면↔범일초등학교↔수성초등학교↔부산컴퓨터과학고등학교↔영주삼거리↔메리놀병원↔국제시장↔충무동
- ● 87번 : 연산9동(망미주공)↔부산시청↔롯데호텔 부산↔안창마을입구↔수정삼거리↔수정초등학교↔부산역↔충무동↔아미동(까치고개)
- ● 115번: 연산9동↔수영강변3차e편한세상↔시청자미디어센터↔센텀시티역.벡스코↔동부지청↔반산초등학교↔반여3동↔무정삼거리↔왕자맨션
- ● 506번 : 반여4동 ↔ 동래한전 ↔ 동래역 ↔ 교대역 > 하마정 > 부산시민공원

## 보유 차량
전 차량이 현대자동차의 차종으로 운용한다.
- 현대 뉴 슈퍼 에어로시티
- 현대 저상 뉴 슈퍼 에어로시티
- 현대 일렉시티

## 갤러리

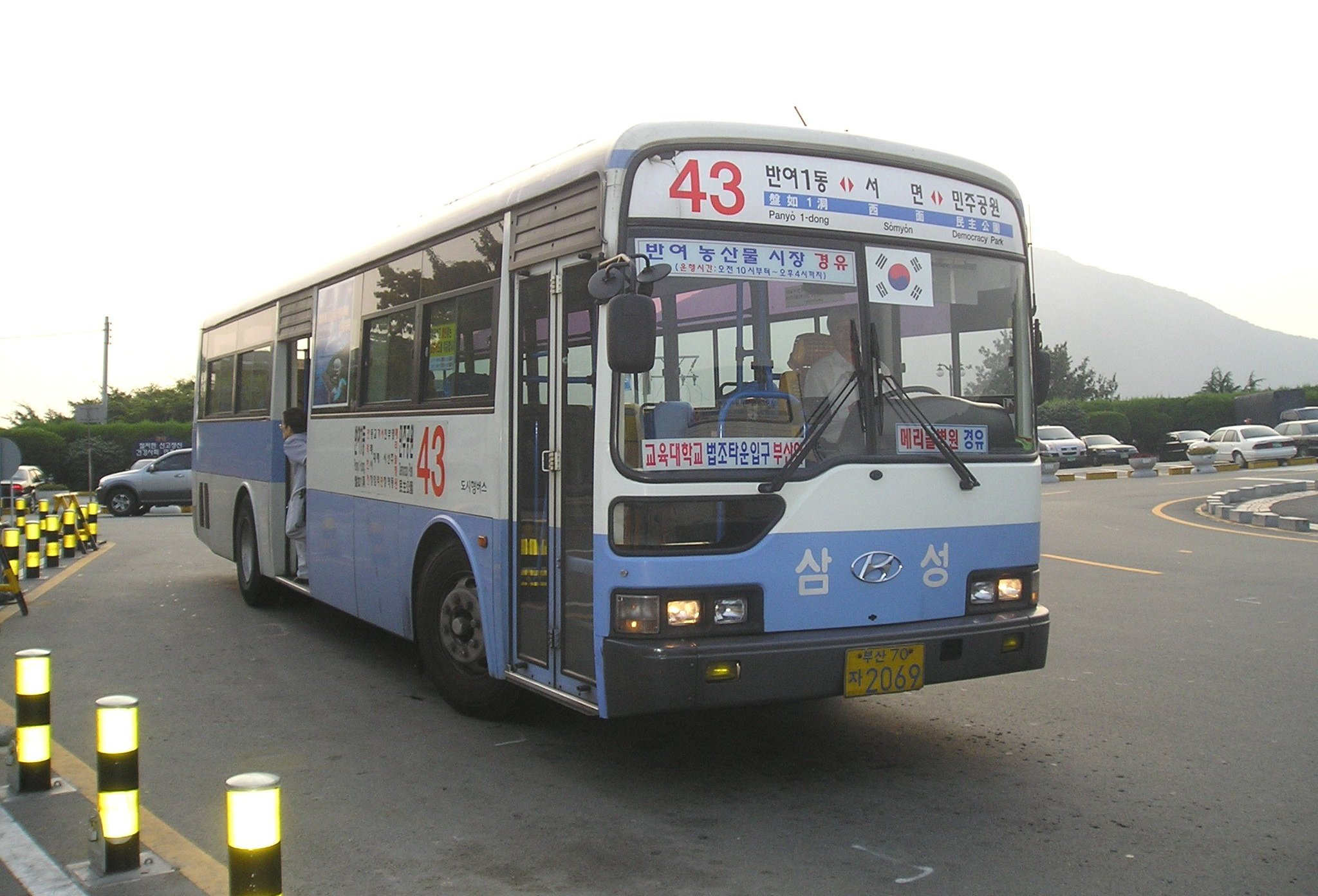
부산시내버스 43번 (대차 전)
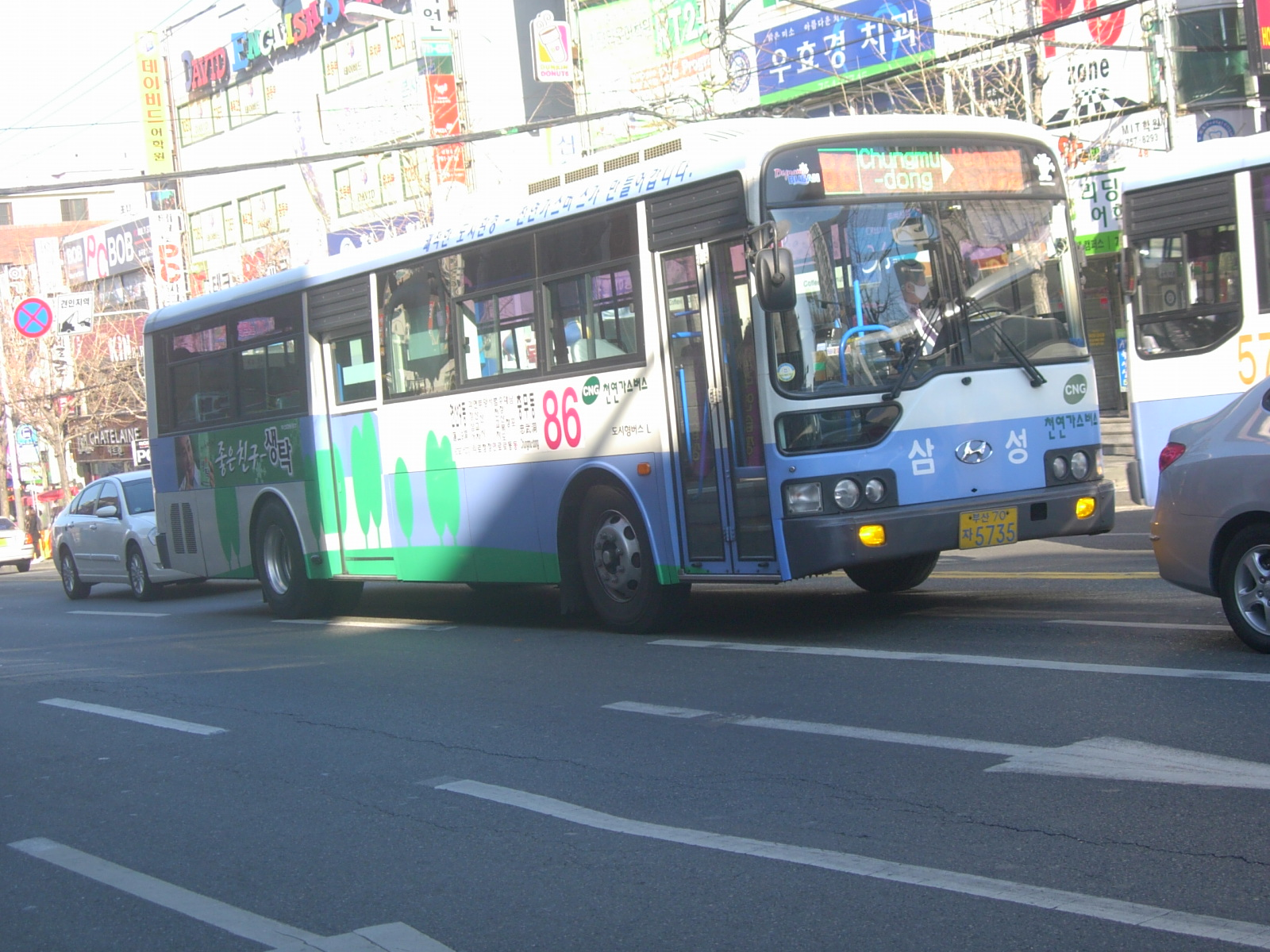
부산시내버스 86번 (대차 전)